# Rezzoaglio
Rezzoaglio é uma comuna italiana da região da Ligúria, província de Génova, com cerca de 1.225 habitantes. Estende-se por uma área de 105 km², tendo uma densidade populacional de 12 hab/km². Faz fronteira com Borzonasca, Favale di Malvaro, Ferriere (PC), Fontanigorda, Lorsica, Montebruno, Orero, Ottone (PC), Rovegno, San Colombano Certénoli, Santo Stefano d'Aveto.

## Demografia
| Variação demográfica do município entre 1861 e 2011                               |
|                                                                                   |
| Fonte: Istituto Nazionale di Statistica (ISTAT) - Elaboração gráfica da Wikipedia |